# 白龙潭 (密云)
40°30′01″N 117°03′53″E / 40.500357°N 117.064655°E
白龙潭，位于北京市密云区龙潭山下，是北京知名的风景区。

## 简介
白龙潭风景区位于燕山长城脚下，密云县城东北30公里处的龙潭山中，距离北京市区100公里。风景区中有白龙潭。传说一条白龙久居此潭，广布细雨，造福种田的农民，所以此潭称“白龙潭”。白龙潭古称“石盆谷”，又称“龙潭沟”，潭侧的巨石上有康有为题写的摩崖刻石“飞圣境则灵潭”。
1980年代，白龙潭风景区经过重新规划，修复了古建筑，保护自然环境，兴建了中档饭店，修葺了园林道。登上白龙宝塔，可远眺密云水库、司马台长城、燕山山脉最高峰雾灵山。1986年，白龙潭风景区入选“北京十六景”之一，1991年北京亚运会期间和1992年北京旅游黄金年被列入“紫禁城外皇帝游”专项旅游线。
白龙潭风景区山高林密，水资源十分丰富，气候凉爽。根据国家环保部门检测，此地的水质、温度、氧气含量、风向等指数全部好于国家一级疗养区的标准。白龙潭风景区山水秀美、多有怪石、松柏满山。风景区内有“十里道人溪”，冬夏皆流淌。800亩风景林内，有桃树、杏树、松树等等，秋季还可观赏红叶。古松生长在石上，山石上建有龙泉寺，白龙潭自石中涌出，还有雕刻在石上的石像。风景区内的四殿十八亭台的古建筑，为宋、元、明、清历代修建。这里还设有行宫，是北京至承德避暑山庄的御道中途必经之处。
白龙潭有座万福山，有石头处都刻有“福”字，最大的“福”字占地100平方米。山顶有白龙塔，为消防瞭望塔。从山顶可眺望密云水库。
1995年，“白龙潭龙泉寺”被列为北京市文物保护单位。其保护范围包括四组古建筑：龙泉寺、龙王庙、普荫殿、下寺。

## 龙泉寺
白龙潭风景区中的龙泉寺是北京市文物保护单位，始建年代待考，清朝与中华民国时期重修。该寺共有两进院，主要建筑有山门、大佛殿、后殿以及东西配殿。寺内有明朝抗倭名将戚继光赋游龙潭的诗碑，清朝乾隆帝、嘉庆帝的御笔碑，李鸿章、袁世凯为修建龙潭的记事碑等等。
龙泉寺是清朝皇帝赴承德木兰围场射猎及旅游的必经之路，过去此处有座行宫，乾隆帝曾经为龙泉寺写过二十多首诗，如今刻有李鸿章及袁世凯等名人碑文的石碑尚存。
2001年7月，慧心法师到龙泉寺常住，此后用5年时间恢复了部分建筑，2006年对外开放。2006年10月27日，密云县白龙潭龙泉寺举办宗教活动场所颁证仪式。北京市宗教局副局长程二雁、中共密云县委副书记杜雨田、密云县副县长王春林、密云县政协副主席张文伶参加。龙泉寺是密云县第一家颁证恢复为宗教活动场所的佛寺。
到2012年，该寺有5位僧人。该寺虽小，但环境清幽，适合修行，毫无商业味道。该寺每年举办四次法会：农历二月十九日、六月十九日、九月十九日以及浴佛节，除了浴佛法会，其他法会都是拜万佛忏，诵《阿弥陀经》回向。

## 五龙祠
五龙祠位于白龙潭旁边的一块大石头上，保存很完整。祠内供奉五位龙王。2008年时，两位道士正在五龙祠内修行，其中一位道士俗姓乔，山东人，当时60余岁，已来此两年，花一万多元买了头骆驼，就饲养在五龙祠旁边，招揽游客与骆驼拍照挣钱。骆驼平时自己上山觅食。

## 白龙潭行宫
白龙潭行宫是清朝的皇家行宫。根据资料记载，清朝在密云县曾设有五处行宫，白龙潭行宫面积最小，仅有十八间殿宇。但其他几处行宫在建密云水库时已被淹没，白龙潭行宫遗址是密云县唯一留存至今的行宫。2013年，密云县文物管理所对白龙潭行宫修缮工程进行了招标。